# Ubacisi capensis
Ubacisi capensis is een spinnensoort in de taxonomische indeling van de Cyatholipidae.
Het dier behoort tot het geslacht Ubacisi. De wetenschappelijke naam van de soort werd voor het eerst geldig gepubliceerd in 1987 door Charles E. Griswold.